# Hydrosalpinx
Die Hydrosalpinx, von altgriechisch ὕδωρ hydor, deutsch ‚Wasser‘ und altgriechisch σαλπίγξ salpinx, deutsch ‚Eileiter‘, lateinisch Sactosalpinx serosa, ist eine mit Flüssigkeit gefüllte Aufweitung des Eileiters durch Aufstau wässrigen Sekretes meist nach einer abgelaufenen Salpingitis.
Ist die Flüssigkeit eitrig, spricht man von einer Pyosalpinx, enthält sie Blut, liegt eine Hämatosalpinx vor.

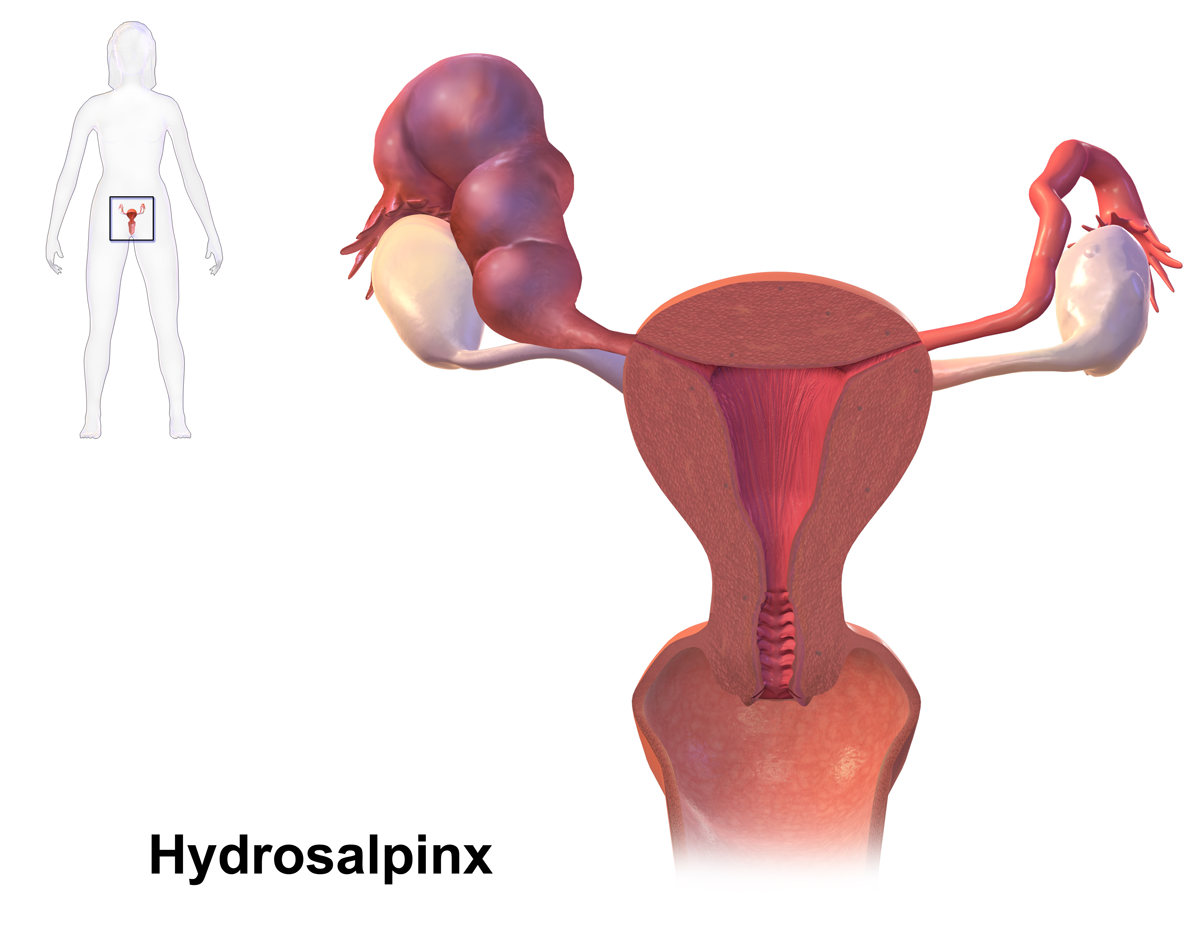
Hydrosalpinx, einseitig stark erweiterter und geschlängelter Eileiter, Gegenseite normal

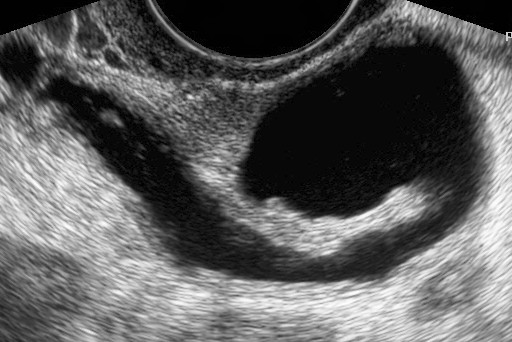
Transvaginale Sonografie mit Darstellung der flüssigkeitsgefüllten, stark erweiterten Tuba uterina

## Ursache
Als Ursache für den Verschluss der Tube am distalen Ende, der Eileiterampulle, oder an beiden Enden kommen infrage:
- Unterleibsentzündung mit Ausbildung von Verklebungen (häufigste Ursache) nach Salpingitis (Entzündung des Eileiters), Adnexitis, Oopheritis (Entzündung des Eierstocks), Endometritis
- Endometriose, oft mit einer Hämatosalpinx
- Hysterektomie
- Tubenligatur
- bösartige Tumoren der Tube
- Ovulationsinduktion[5]

## Klinische Erscheinungen
Eine Hydrosalpinx kann klinisch unauffällig sein oder mit Unterleibsbeschwerden einhergehen, nicht selten kann auch eine Unfruchtbarkeit bestehen.
Es besteht eine Assoziation mit erheblich verminderter Erfolgsrate nach künstlicher Befruchtung, die Ursache ist noch nicht geklärt.

## Diagnose
Die Diagnose kann mit Hilfe verschiedener bildgebender Verfahren gestellt werden: mit der Hystero-Kontrast-Salpingographie, mittels Computertomographie, heute mittels Magnetresonanztomographie oder als Methode der Wahl durch die Sonographie.

## Differentialdiagnose
Abzugrenzen sind:
- Zysten neben dem Eierstock
- zystische Neubildungen des Eierstockes
- erweiterte Darmschlingen
- erweiterte Beckenvenen
- Tarlov-Zyste im Becken

## Therapie
Eine Behandlung ist bei Beschwerden sowie vor künstlicher Befruchtung angezeigt. Infrage kommen die laparoskopische Entfernung des Eileiters (Salpingektomie), die Salpingostomie oder andere Eingriffe.

## Komplikationen
Als Komplikation kann es zu einer Infektion der Flüssigkeit mit Ausbildung einer Pyosalpinx kommen.

## Geschichte
Die Erstbeschreibung stammt wohl von Reinier de Graaf.